# 鍾錫
鍾 錫（朝鮮語: 종석）は、李氏朝鮮の文官であり、朝鮮氏族の霊岩鍾氏の始祖である。
中国宋の桓公の次男を先祖に持つ。桓公の次男一族の子孫の鍾寬秀が李氏朝鮮の太祖時代に霊岩伯に封じられ、その鍾寬秀の子孫として生まれた。
鍾錫は李氏朝鮮時代に江華郡の領土を下賜され、通政大夫の官職を務めた。